# Tormásdűlő
Tormásdűlő románul: Turmași, falu Romániában, Erdélyben, Kolozs megyében.

## Fekvése
Mócs közelében fekvő település.

## Története
Tormásdűlő korábban Mócs része volt. 1956 körül vált külön településsé 130 lakossal.
1966-ban 115 lakosából 66 román, 49 magyar, 1977-ben 97 lakosából 52 román, 45 magyar, 1992-ben 61 lakosa volt, melyből 43 román, 18 magyar, a 2002-es népszámláláskor pedig 51 lakosából 33 román, 16 magyar, 2 cigány volt.